# Colbert (Oklahoma)
Colbert es un pueblo ubicado en el condado de Bryan, Oklahoma, Estados Unidos. Según el censo de 2020, tiene una población de 1027 habitantes.

## Geografía
Está ubicado en las coordenadas 33°51′30″N 96°30′27″O / 33.85833, -96.50750 (33.858359, -96.507632).

## Demografía
Según la Oficina del Censo en 2000 los ingresos medios por hogar en la localidad eran de $26,304 y los ingresos medios por familia eran $30,250. Los hombres tenían unos ingresos medios de $25,417 frente a los $15,962 para las mujeres. La renta per cápita para la localidad era de $12,447. Alrededor del 15.1% de la población estaban por debajo del umbral de pobreza.